# Усадьба фон Мекка (Копылов)
Усадьба фон Мекка (укр. Маєток фон Мекка) — усадьба в селе Копылов Макаровского района Киевской области, принадлежавшая предпринимателю-железнодорожнику Николаю Карловичу фон Мекку. Памятник архитектуры местного значения. Находится в аварийном состоянии.

## История
В 1882 году участок под дачу в селе Копылов приобрёл предприниматель, представитель династии строителей и собственников ряда железных дорог Николай Карлович фон Мекк. В 1888 году было возведено двухэтажное здание в стиле «дачный модерн». Дача имела мансарду и террасу, её украшением были деревянные башни, фронтоны, эркеры. Рядом с домом был заложен парк размером в 9 гектар. К 1890-м годам рядом с домом фон Мекка был оборудован детский домик, эподром, стрельбище, манеж, розарий, беседки и фонтан.
В январе 1898 года из-за неисправности дымоходов нижняя часть дома полностью выгорела. После этого дом был перестроен. Новое строение получило черты русского стиля с элементами готики.
В течение 1889—1890 годов в доме неоднократно бывал композитор Пётр Ильич Чайковский, покровительство и финансовую помощь которому оказывала мать Николая фон Мекка — Надежда Филаретовна. Чайковский, кроме того, приходился дедом Анне Давыдовой — супруге Николая фон Мекка. В одном из писем к Надежде фон Мекк Чайковский пишет:

Копылово мне ужасно понравилось! Новый дом в высшей степени симпатичен; из верхнего этажа, где Коля показал мне комнату, предназначаемую, между прочим, и для меня, открывается прелестный вид совершенно деревенского характера. Молочное хозяйство и всё, что совета него устроено, очень заинтересовало меня.— Пётр Ильич Чайковский
Кроме Чайковского в доме останавливались русские художники Михаил Врубель и Борис Кустодиев, которым фон Мекк также оказывал финансовую помощь.
В 1910 году фон Мекк продал свою дачу.
После победы в гражданской войне большевики национализировали имение. После этого в здании размещалась агрономическая школа. В годы немецкой оккупации в здании размещался армейский штаб. С 1943 по 1945 год здание служило советским военным госпиталем. После окончания войны тут работала центральная районная больница (до 1954 года), Копыловская средняя школа, филиал Макаровской детской музыкальной школы и сельский совет.

## Современное состояние
Усадьба фон Мекка как часть парка-памятника садово-паркового искусства «Копыловское» была включена комитетом Киевского областного совета от 28 февраля 1972 года в список охраняемых государством.
Решением исполнительного комитета Киевского областного совета народных депутатов от 24 апреля 1990 года № 67 имение было взято на учёт как памятник архитектуры местного значения.
Неудовлетворительное состояние усадьбы привело к тому, что постановлением Кабинета министров Украины от 23 апреля 1999 года № 700 строение было признано нуждающимся в осуществлении комплексных мероприятий по сохранению. Кроме того, Кабмин включил его в «Программу воссоздания выдающихся памятников истории и культуры Украины». Тем не менее, усадьба отремонтирована не была.
В 2004 году Копыловский сельский совет передал здание в собственность предприятия «Алегри» (директор — А. А. Юрченко). После этого никаких действий по реставрации усадьбы не проводилось.
Согласно письму Киевского областного центра по охране памятников истории археологии и искусств от 19 августа 2004 года № 6/2707 имение фон Мекка как памятник истории в перечне «памятников истории и искусств Киевской области, не подлежащих приватизации» не значится, что трактуется сектором культуры, молодёжи, национальностей и религии Макаровской районной государственной администрации как отсутствие у имения статуса памятника, находящегося под охраной государства.
Реконструкцию имения украинские власти планировали провести в рамках подготовки к чемпионату Европы по футболу 2012 года, однако эти планы реализованы не были.
По состоянию на октябрь 2020 года имение находится в аварийном состоянии.
- Состояние усадьбы фон Мекка

- Состояние внутренних помещений